# Симпсон, Джимми
Дже́ймс Рэ́ймонд (Джи́мми) Си́мпсон (англ. James Raymond "Jimmi" Simpson, род. 21 ноября 1975, Хакеттстаун) — американский актёр и продюсер. Наиболее известен по работе на телевидении. Он снялся в таких сериалах, как «Карточный домик», «Короли побега», «Ясновидец», «В Филадельфии всегда солнечно», «C.S.I.: Место преступления», «Меня зовут Эрл», «24 часа» и «Мир Дикого запада». Также в фильмах «Штурм Белого дома», «Безумное свидание» и «Сумасшедшие гонки» во второстепенных ролях.

## Ранняя жизнь
Симпсон родился в Хакеттстауне, штат Нью-Джерси. Он младший из трёх братьев.
Он окончил Университет Блумсберг и стал бакалавром искусств в области театра. После этого он в течение четырёх сезонов играл на Театральном фестивале в Уильямстауне, штат Массачусетс.

## Карьера
Дебют Симпсона в кино состоялся в 2000 году в подростковом фильме «Неудачник». C 2002 по 2005-й актёра можно было увидеть в ряде сериалов («Особняк «Красная роза»», «24 часа», «Полиция Нью-Йорка», «Детектив Раш», «Карнавал»).
Летом 2005 года состоялась премьера семейной комедии «Сумасшедшие гонки», снятой при участии Джимми. В фильме также сыграли Линдси Лохан, Джастин Лонг и Майкл Китон. Годом позже на экраны вышел фильм ужасов «Остаться в живых», в котором Симпсону досталась эпизодическая роль. Также, в 2006 году на кинофестивале в Торонто впервые был показан фильм «Водопад Ангела». В этой картине Джимми исполнил роль Большого Брата, а его коллегами по съемочной площадке стали Лиам Нисон и Пирс Броснан.
Симпсон сыграл в трёх эпизодах сериала «C.S.I.: Место преступления», в двух эпизодах сериала «Меня зовут Эрл» и в эпизоде «Доктора Хауса» 2009 года, получившем название «Unfaithful». Также, актёра можно было увидеть в сериале «Как я встретил вашу маму».
Он исполнил роль Майка Маго в детективе «Зодиак» и роль Армстронга в комедии «Безумное свидание». В 2011-2012 годах Симпсон был в основном актёрском составе сериала «Короли побега», а с 2005 по 2013 периодически появлялся в роли Лиама Макпойла в ситкоме «В Филадельфии всегда солнечно». Также, в 2013 году состоялась премьера фильма «Штурм Белого дома» при участии актёра.
Симпсон сыграл Джека Спэниела в сериале «Новости» и Гэвина Орсэя в сериале «Карточный домик». В 2017 году его можно было увидеть в 1 серии 4 сезона «Чёрного зеркала» (роль принесла актёру номинацию на премию BAFTA).
Осенью 2016 года на HBO стартовал научно-фантастический сериал «Мир Дикого Запада», который недавно был продлён на 4 сезон
. Симпсон исполнил в сериале одну из главных ролей, и за свою работу был номинирован на премию "Эмми". Именно действия его персонажа, Уильяма, стали толчком развития сюжета дальнейших сезонов.
Летом 2020 года на широкие экраны вышел триллер «Неистовый». Помимо Симпсона, в фильме снялись Рассел Кроу, Карен Писториус и Гэбриел Бейтман. В январе 2021 года в российский прокат выйдет комедия Тейта Тейлора «Дать дуба в округе Юба» при участии актёра. В фильме также сыграли Эллисон Дженни и Мила Кунис.

## Личная жизнь
С первой женой, Мелани Лински, Симпсон познакомился в 2001 году на съемках мини-сериала «Особняк „Красная роза“». Пара обручилась в 2005 году и сыграла свадьбу 14 апреля 2007 года в часовне близ Куинстауна в Новой Зеландии. 25 сентября 2012 года Лински подала на развод, ссылаясь на непримиримые разногласия. Развод был завершён 23 мая 2014 года.
В апреле 2019 года актер женился на актрисе Софи Дель Пиццо.

## Работа в театре
Симпсон играл в пьесе The Farnsworth Invention на Бродвее. Его исполнение Фило Тэйлора Фарнсуорта было высоко оценено Chicago Tribune, а также за эту роль он получил Theatre World Award.

## Фильмография

### Кино
| Год  | Название на русском                     | Название на английском          | Роль                              | Примечания                                                  |
| ---- | --------------------------------------- | ------------------------------- | --------------------------------- | ----------------------------------------------------------- |
| 2000 | Неудачник                               | Loser                           | Ноа                               |                                                             |
| 2004 | Шпионки                                 | D.E.B.S.                        | Скад                              |                                                             |
| 2005 | Сумасшедшие гонки                       | Herbie: Fully Loaded            | Крэш                              |                                                             |
| 2006 | Остаться в живых                        | Stay Alive                      | Финеус                            |                                                             |
| 2007 | Водопад Ангела                          | Seraphim Falls                  | большой брат                      |                                                             |
| 2007 | Лесбийский комитет                      | Itty Bitty Titty Committee      | Крис                              |                                                             |
| 2007 | Зодиак                                  | Zodiac                          | Майк Маго                         |                                                             |
| 2007 |                                         | Final Draft                     | Чад                               |                                                             |
| 2008 | Тихая маленькая свадьба                 | A Quiet Little Marriage         | Джексон                           |                                                             |
| 2009 | Мать изобретательности                  | The Mother of Invention         | Мартин Вудерсон                   |                                                             |
| 2009 | Изобретение лжи                         | The Invention of Lying          | Боб                               |                                                             |
| 2009 | Виртуальность                           | Virtuality                      | человек из виртуальной реальности |                                                             |
| 2009 | Патриотвилль                            | Taking Chances                  | Чарли Кабонара                    |                                                             |
| 2010 | Хорошие намерения                       | Good Intentions                 | Кайл                              |                                                             |
| 2010 | Безумное свидание                       | Date Night                      | Армстронг                         |                                                             |
| 2011 | Большой выстрел                         | The Big Bang                    | Нильс Гек                         |                                                             |
| 2012 | Президент Линкольн: Охотник на вампиров | Abraham Lincoln: Vampire Hunter | Джошуа Спид                       |                                                             |
| 2012 | Привет, мне пора                        | Hello I Must Be Going           | Фил                               |                                                             |
| 2013 | Эмануэль и правда о рыбах               | The Truth About Emanuel         | Артур                             | Ashland Independent Film Festival — Лучший актёрский состав |
| 2013 | Штурм Белого дома                       | White House Down                | Скип Тайлер                       |                                                             |
| 2013 | Рыцари королевства Крутизны             | Knights of Badassdom            | Ронни Куок                        |                                                             |
| 2014 | Соус                                    | Gravy                           | Стеф                              |                                                             |
| 2014 | Последний раз, когда ты веселился       | The Last Time You Had Fun       | Джейк                             |                                                             |
| 2017 | Под Сильвер-Лэйк                        | Under the Silver Lake           | Аллен                             |                                                             |
| 2020 | Неистовый                               | Unhinged                        | Энди                              |                                                             |
| 2021 | Дать дуба в округе Юба                  | Breaking News in Yuba County    | Пити                              |                                                             |

### Телевидение
| Год       | Название на русском               | Название на английском            | Роль                    | Примечания                                 |
| --------- | --------------------------------- | --------------------------------- | ----------------------- | ------------------------------------------ |
| 2002      | Особняк «Красная роза»            | Rose Red                          | Кевин Боллинджер        | 3 эпизода                                  |
| 2002      | Женская бригада                   | The Division                      | Шон Таунсенд            | Эпизод «Forgive Me, Father»                |
| 2002      | 24 часа                           | 24                                | Крис                    | 3 эпизода                                  |
| 2003      | Полиция Нью-Йорка                 | NYPD Blue                         | Майк                    | Эпизод «Bottoms Up»                        |
| 2003      | Детектив Раш                      | Cold Case                         | Райан Байес             | Эпизод «Churchgoing People»                |
| 2005      | Карнавал                          | Carnivàle                         | Ли                      | 2 эпизода                                  |
| 2005-2013 | В Филадельфии всегда солнечно     | It’s Always Sunny in Philadelphia | Лиам МакПойл            | 7 эпизодов                                 |
| 2006      | Меня зовут Эрл                    | My Name is Earl                   | Дэвид Хэйес             | 2 эпизода                                  |
| 2008      | В последний миг                   | Eleventh Hour                     | Уилл Сандерс            | Эпизод «Resurrection»                      |
| 2008      | C.S.I.: Место преступления        | CSI: Crime Scene Investigation    | Томас Доновер           | 2 эпизода                                  |
| 2008-2009 | Позднее шоу с Дэвидом Леттерманом | Late Show with David Letterman    | Лайл                    | 15 эпизодов                                |
| 2009      | Доктор Хаус                       | House                             | отец Дэниел Брессон     | Эпизод «Unfaithful»                        |
| 2009-2013 | Ясновидец                         | Psych                             | Мэри Лайтли             | 4 эпизода                                  |
| 2010      | Мастера вечеринок                 | Party Down                        | Джэкал Онассис / Деннис | Эпизод «Jackal Onassis Backstage Party»    |
| 2011      | Как я встретил вашу маму          | How I Met Your Mother             | Пит Даркенсон           | Эпизод «The Naked Truth»                   |
| 2011-2012 | Короли побега                     | Breakout Kings                    | Ллойд Лоури             | 23 эпизода                                 |
| 2013      | Бесконтрольные                    | Unsupervised                      | Мэттью / Дин Джейкобс   | Озвучка Эпизод «The Great Traveler’s Road» |
| 2013-2016 | В поле зрения                     | Person of Interest                | Логан Пирс              | 2 эпизода                                  |
| 2014      | Карточный домик                   | House of Cards                    | Гэвин Орсей             | 17 эпизодов                                |
| 2016      | Хэп и Леонард                     | Hap and Leonard                   | солдат                  | 6 эпизодов                                 |
| 2016      | Мир Дикого запада                 | Westworld                         | Уильям                  | 8 эпизодов                                 |
| 2016      | Это мы                            | This Is Us                        | Энди Фэннэн             | Эпизод «Last Christmas»                    |
| 2017      | Ясновидец: Фильм                  | Psych: The Movie                  | Мэри Лайтли             | ТВ фильм                                   |
| 2017      | Уормвуд                           | Wormwood                          | агент ЦРУ               | 3 эпизода                                  |
| 2017      | Чёрное зеркало                    | Black Mirror                      | Джеймс Уолтон           | Эпизод «USS Callister»                     |
| 2018      | Нераскрытое дело                  | Unsolved                          | детектив Рассел Пул     |                                            |
| 2019      | Предприятие «Божий дар»           | Perpetual Grace, LTD              | Джеймс Шейлер           |                                            |
| 2020      | Сумеречная зона                   | The Twilight Zone                 | Фил                     | Эпизод «Meet in the Middle»                |
| 2025      | Чёрное зеркало                    | Black Mirror                      | Джеймс Уолтон           | Эпизод «USS Каллистер: В бесконечность»    |